# Primal (Fernsehserie)
Primal (auch Genndy Tartakovsky’s Primal; englisch für urzeitlich/urweltlich) ist eine US-amerikanische-französisch Abenteuer-Animationsserie mit Fantasy-Elementen, die von Genndy Tartakovsky kreiert und inszeniert wurde. Sie handelt von einem Urmenschen und einem Tyrannosaurus und kommt fast vollständig ohne Worte aus.
Die erste Staffel ist zweigeteilt: die erste Hälfte erschien in den Vereinigten Staaten ab dem 7. Oktober 2019 auf Adult Swim, die zweite ab dem 4. Oktober 2020. Im November 2019 erschien eine Filmfassung der ersten vier Episoden als Primal: Tales of Savagery. In Deutschland begann die erste Hälfte ab dem 23. September 2020 auf TNT Comedy; die zweite erschien ab dem 17. März 2021.
Die Serie wurde 2020 mit Creative Arts Primetime Emmys ausgezeichnet und um eine zweite Staffel verlängert, die ab dem 21. Juli 2022 erschien sowie in Deutschland seit dem 24. August 2022.

## Figuren und Handlung
Primal spielt in einer anachronistisch-alternativen Urzeit, in der zeitgleich Urmenschen und Dinosaurier leben, wie auch andere prähistorische Tiere und fiktive fantastische Wesen. Ein Urmensch („Spear/Speer“ genannt) muss mitansehen, wie ein Theropode seine Gefährtin und zwei Kinder verschlingt, die ihm daraufhin in Visionen und Flashbacks erscheinen; derselbe Saurier tötet auch die Jungen eines weiblichen Tyrannosaurus („Fang/Reißzahn“ genannt). Nach einem Dominanzkampf verbünden die beiden sich, um gemeinsam die Gefahren dieser Welt zu überleben. In der letzten Episode der ersten Staffel treffen sie auf eine Stammesfrau namens Mira und Speer spricht das erste Mal, nämlich ihren Namen. Mira kommt von einem nubischem Stamm und spricht Arabisch.
Nachdem Mira entführt wird, bemüht Spear sich zu Beginn der zweiten Staffel sie wiederzufinden und zu retten, wobei sie die Familie eines Wikingerhäuptlings töten, der daraufhin Rache schwört und sogar von einem nordischen Gott in einen Feuerriesen verwandelt wird. Danach werden sie auf das Sklavenschiff einer ägyptischen Königin gebracht. Sie können dem Schiff entkommen und den Häuptling besiegen, aber dadurch stirbt Spear.

## Episodenliste

### Staffel 1
| Nr. (ges.) | Nr. (St.) | Deutscher Titel              | Originaltitel               | Erstausstrahlung USA | Deutschsprachige Erstausstrahlung (D) | Regie              | Drehbuch                           |
| --- | --------- | ---------------------------- | --------------------------- | -------------------- | ------------------------------------- | ------------------ | ---------------------------------- |
| Teil 1 |           |                              |                             |                      |                                       |                    |                                    |
| 1 | 1         | Speer und Reißzahn           | Spear and Fang              | 4. Okt. 2019         | 23. Sep. 2020                         | Genndy Tartakovsky | Genndy Tartakovsky                 |
| Ein Urmensch, genannt Spear, und ein Tyrannosaurus, genannt Fang, erleben jeweils tragischen Verlust durch eine Gruppe Theropoden, deren Anführer sie töten, worauf sie gemeinsam weiterziehen. |           |                              |                             |                      |                                       |                    |                                    |
| 2 | 2         | Fluss der Schlangen          | River of Snakes             | 8. Okt. 2019         | 30. Sep. 2020                         | Genndy Tartakovsky | Genndy Tartakovsky                 |
| Nachdem sie sich einen Konkurrenzkampf um Beute geliefert haben, landen Spear und Fang aus einer Höhle voller Schlangen in einem Fluss. Danach beschließen sie, als Team weiterzujagen. |           |                              |                             |                      |                                       |                    |                                    |
| 3 | 3         | Eiskalter Tod                | A Cold Death                | 9. Okt. 2019         | 7. Okt. 2020                          | Genndy Tartakovsky | David Krentz                       |
| Spear und Fang töten ein altes Wollhaarmammut und nehmen einen Stoßzahn mit sich. Als sie von der Mammutherde angegriffen werden, präsentiert Speer den Stoßzahn, mit dem die Mammuts um ihren Gefallenen trauern. |           |                              |                             |                      |                                       |                    |                                    |
| 4 | 4         | Schrecken unter dem Blutmond | Terror under the Blood Moon | 10. Okt. 2019        | 7. Okt. 2020                          | Genndy Tartakovsky | Don Shank & Genndy Tartakovsky     |
| Spear und Fang erleben einen Angriff auf Höhlenmenschen durch Riesenfledermäuse, die Spear auf einen Turm wegtragen. In ihrer Höhle, die sie mit einer Riesenspinne teilen, tötet Fang die Spinne und mit ihren Fäden können sie von dem Turm entkommen. |           |                              |                             |                      |                                       |                    |                                    |
| 5 | 5         | Zorn der Affenmenschen       | Rage of the Ape-Men         | 11. Okt. 2019        | 7. Okt. 2020                          | Genndy Tartakovsky | Bryan Andrews & Genndy Tartakovsky |
| An einer Oase werden Spear und Fang von Affenmenschen gefangen genommen, die in einer Arena um den Tod kämpfen. Nachdem Fang scheinbar totgeprügelt wird, ermordet Spear den Champion und die anderen Affenmenschen. |           |                              |                             |                      |                                       |                    |                                    |
| Teil 2 |           |                              |                             |                      |                                       |                    |                                    |
| 6 | 6         | Ein gefundenes Fressen       | Scent of Prey               | 4. Okt. 2020         | 17. März 2021                         | Genndy Tartakovsky | Bryan Andrews                      |
| Spear baut eine Trage und zieht Fang in eine Höhle, in der sie sich erholen kann, während er wilde Hunde und fleischfressende Käfer abwehrt. |           |                              |                             |                      |                                       |                    |                                    |
| 7 | 7         | Vom Wahnsinn heimgesucht     | Plague of Madness           | 1. Apr. 2020         | 24. März 2021                         | Genndy Tartakovsky | David Krentz                       |
| Ein Dinosaurier wird durch einen Kadaver mit einem Virus infiziert, der das Fleisch angreift und ihn rasend macht. Spear und Fang entkommen ihm über ein Lavafeld. |           |                              |                             |                      |                                       |                    |                                    |
| 8 | 8         | Zirkel der Verdammten        | Coven of the Damned         | 18. Okt. 2020        | 31. März 2021                         | Genndy Tartakovsky | Nagisa Koyama & Genndy Tartakovsky |
| Spear und Fang begegnen einem Stamm primitiver Hexen, die mit ihrer Magie aus der Essenz von Höhlenmännern weibliche Babys ins Leben bringen. Als Spear und Fang von ihnen gefangen genommen werden, rettet eine Hexe, die ihre Tochter verloren hat, beide, nachdem sie auf magische Weise ihre Tragödien angesehen hat. |           |                              |                             |                      |                                       |                    |                                    |
| 9 | 9         | Der Nachtzehrer              | The Night Feeder            | 25. Okt. 2020        | 7. Apr. 2021                          | Genndy Tartakovsky | Genndy Tartakovsky                 |
| Eine mysteriöse, ungesehene Kreatur tötet in Nächten Saurier und greift schließlich auch Spear und Fang an, die sie mit ihrer Flucht in einen Wald führen. Indem er einen Ring aus Feuer legt, überwältigt und tötet Spear sie. |           |                              |                             |                      |                                       |                    |                                    |
| 10 | 10        | Unter dem Joch der Skorpione | Slave of the Scorpions      | 1. Nov. 2020         | 14. Apr. 2021                         | Genndy Tartakovsky | David Krentz                       |
| Am Strand steigt aus dem Wasser eine fliehende Frau, die am Hals einen hölzernen Kragen und an den Armen Fesseln trägt. Nach einer gemeinsamen Wanderung befreien sie sie davon. Sie nennt ihren Namen Mira und erzählt in einer fremden Sprache und mit Zeichnungen im Sand, wie ihr Stamm von Eindringlingen, deren Zeichen der Skorpion ist, angegriffen wurde. Am nächsten Tag ist Mira verschwunden und Spear und Fang sehen ein Schiff mit dem Skorpionzeichen auf dem Segel wegziehen. |           |                              |                             |                      |                                       |                    |                                    |

### Staffel 2
| Nr. (ges.) | Nr. (St.) | Deutscher Titel           | Originaltitel            | Erstausstrahlung USA | Deutschsprachige Erstausstrahlung (D) | Regie              | Drehbuch                          |
| --- | --------- | ------------------------- | ------------------------ | -------------------- | ------------------------------------- | ------------------ | --------------------------------- |
| 11 | 1         | Meer der Verzweiflung     | Sea of Despair           | 21. Juli 2022        | 24. Aug. 2022                         | Genndy Tartakovsky | Genndy Tartakovsky                |
| Spear versucht zunächst, Mira nachzuschwimmen, und baut dann ein Floß für sich und Fang, mit dem sie auf dem Meer treiben. Sie töten eine Urschildkröte für Nahrung und ein Dach. In einem Sturm kentert Spear und muss gegen einen Riesenhai kämpfen. Nachdem sie durch die Wellen getrennt wurden, erwacht Fang alleine an einem Strand. |           |                           |                          |                      |                                       |                    |                                   |
| 12 | 2         | Schatten des Schicksals   | Shadow of Fate           | 21. Juli 2022        | 31. Aug. 2022                         | Genndy Tartakovsky | David Krentz & Genndy Tartakovsky |
| Fang begegnet einem rothäutigen Tyrannosaurus („Red“) und freundet sich mit ihm an; Spear erwacht wiederum im Dorf eines Keltenstammes und wird von dessen Medizinfrau behandelt. Als die beiden Saurier zu dem Dorf kommen und Red die Einwohner angreift, stellt Fang sich zunächst zwischen ihm und Spear, aber um Spear zu beschützen, tötet sie schließlich versehentlich Red, worauf Fang und Spear das Dorf verlassen. |           |                           |                          |                      |                                       |                    |                                   |
| 13 | 3         | Der Beginn der Menschheit | Dawn of Man              | 28. Juli 2022        | 7. Sep. 2022                          | Genndy Tartakovsky | Genndy Tartakovsky                |
| Die beiden finden Unterschlupf in einer Höhle, in der Spear Höhlenmalerei entdeckt. In der Nacht werden sie von zwei Wikingern, die Höhlenbären reiten, überfallen, aber können diese töten, wobei Spear auf einem Schild das Skorpionszeichen sieht. Sie folgen ihren Spuren in ein Dorf, wo Spear in einer Hütte Sklaven und darunter Mira findet, die sie hinausführen. |           |                           |                          |                      |                                       |                    |                                   |
| 14 | 4         | Der rote Nebel            | The Red Mist             | 4. Aug. 2022         | 14. Sep. 2022                         | Genndy Tartakovsky | Mark Andrews                      |
| Während Mira und ihre Gruppe in den Wald fliehen, kommt es zum Kampf gegen die Wikinger, umgeben von einem roten Nebel, wobei Fang und Speat unter anderen die Frau Rikka und ihren Sohn, einen kleinen Jungen, töten. Nachdem sie mit Mira in einem gestohlenen Boot geflohen sind, kommen in einem anderen Boot der Häuptling, dessen Frau Rikka war, und sein Sohn Eldar an, die das Massaker an ihrem Stamm entdecken. Sie geben ihrer Familie eine Seebestattung und schwören Rache |           |                           |                          |                      |                                       |                    |                                   |
| 15 | 5         | Die Ur-Theorie            | The Primal Theory        | 11. Aug. 2022        | 21. Sep. 2022                         | Genndy Tartakovsky | Genndy Tartakovsky                |
| Diese Episode unterbricht die kontinuierliche Handlung mit einer eigenständigen Geschichte, die im 19. Jahrhundert mit modernen Menschen spielt. Bei einer privaten Versammlung von Akademikern in einem Anwesen erläutert Charles seine Theorie zur Evolution von Vögeln und vertritt die Ansicht, dass jedes Tier und auch Menschen, wenn es die Situation erfordert, um zu überleben, in die primitiven Verhalten seiner Urvorfahren zurückfalle, was Darlington in Bezug auf Menschen als Wahnsinn abtut. (Die beiden Männer sind angelehnt an Charles Darwin und Cyril Dean Darlington). Ein aus einer Anstalt ausgebrochener Verrückter überfällt die Gruppe und tötet die anderen Anwesenden und Angestellten. Charles und Darlington stellen ihn im Gewächshaus. Als er Charles anfällt, greift Darlington ihn mit einem Urschrei an und tötet ihn mit einem Speer, wodurch Charles seine Theorie bestätigt sieht. |           |                           |                          |                      |                                       |                    |                                   |
| 16 | 6         | Vidar                     | Vidarr                   | 18. Aug. 2022        | 28. Sep. 2022                         | Genndy Tartakovsky | Genndy Tartakovsky                |
| Als das Boot der drei von dem Häuptling und seinem Sohn angegriffen wird, wird Eldar im Kampf über Bord geworfen, sodass sein Vater hinterherspringt. Am nächsten Tag legt Fang an Land drei Eier von Red. Der Häuptling und Eldar besteigen Riesenvögel und greifen erneut an, wodurch Spear und Mira jeweils auf einen der Vögel gelangen. Der Häuptling und Eldar fallen von den Vögeln. Während der Hauptling im Fluss landet, sieht er, wie sein Sohn auf Fels tödlich aufschlägt. |           |                           |                          |                      |                                       |                    |                                   |
| 17 | 7         | Der Koloss                | The Colossaeus           | 25. Aug. 2022        | 5. Okt. 2022                          | Genndy Tartakovsky | David Krentz & Genndy Tartakovsky |
| Gerade als Walküren den Häuptling nach Walhall führen wollen, wird er stattdessen vor Surt gebracht, der ihn in einen Feuerriesen verwandelt. Die drei begegnen einem Schiff von der Größe einer Stadt. Sie werden im Kampf, bei dem ein Ei zerstört wird, von dem Riesen Kamau überwältigt und daraufhin eingesperrt. Die ägyptische Königin des Schiffes benutzt die zwei übrigen Eier als Druckmittel, um Spear und Fang zu zwingen, mit ihren Kriegern und Kamau eine babylonische Stadt zu belagern, deren Mauern sie schließlich durchbrechen. |           |                           |                          |                      |                                       |                    |                                   |
| 18 | 8         | Der Koloss, Teil II       | The Colossaeus, Part II  | 1. Sep. 2022         | 12. Okt. 2022                         | Genndy Tartakovsky | Genndy Tartakovsky                |
| Nachdem der babylonische König getötet wird, erkennt Spear, dass Kamau für die Königin kämpft, weil sie auch seine Tochter gefangenhält. Sie lässt die drei noch viele weitere Dörfer angreifen, auch als die Bewohner freiwillig Opfergaben anbieten. In einer Nacht bricht Spear aus der Zelle aus und findet Mira, die gezwungen wird zu tanzen. Während er gegen Wachen kämpft, kann sie mit Kamaus Tochter und Fangs Eiern aus dem Raum fliehen, doch dann schlüpfen aus diesen die Jungen, deren Rufe Fang aufwecken. Die Gruppe wird zahlenmäßig überwältigt und ist gezwungen, die Beute wieder zu übergeben. |           |                           |                          |                      |                                       |                    |                                   |
| 19 | 9         | Der Koloss, Teil III      | The Colossaeus, Part III | 8. Sep. 2022         | 19. Okt. 2022                         | Genndy Tartakovsky | David Krentz                      |
| Die Königin will Kamau zwingen, Fang zu töten, doch stattdessen befreit er sie mit der Axt von Ketten. Während Spear, Mira und Fang an Deck gegen ihre Soldaten kämpfen, entdeckt Kamau unter Deck als Ruderer die anderen Männer seines Stammes und tötet ihren Aufseher. Als eines von Fangs Jungen verletzt wird, schnappen Mira und Spear sich die Jungen und springen mit ihnen ins Meer; Fang folgt ihnen. Sie übernehmen ein kleineres Boot, das ihnen nachgeschickt wurde, während Kamaus Stamm das große Schiff übernimmt. |           |                           |                          |                      |                                       |                    |                                   |
| 20 | 10        | Echo der Ewigkeit         | Echoes of Eternity       | 15. Sep. 2022        | 26. Okt. 2022                         | Genndy Tartakovsky | Genndy Tartakovsky                |
| Die drei kommen in Miras Heimatland an und stoßen am nächsten Morgen zu ihrem Stamm, der zunächst Angst vor Fang hat, sie aber aufnimmt. Bald darauf greift der Wikingerhäuptling mit neuen Kräften das Dorf an und verfolgt Spear und Fang auf die Spitze eines Berges. Dort stürmt Spear gegen ihn, sodass sie gemeinsam fallen und auf den Boden aufschlagen. Während aus der Erde Sutr den Häuptling wieder in die Unterwelt zieht, ist Spear schwer verletzt mit starken Verbrennungen. Als der Medizinmann erklärt, dass Spear nicht mehr gerettet werden kann, lässt Mira sich noch von ihm begatten. Jahre später zieht Mira mit ihrer Tochter umher, die ein Junges von Fang reitet. |           |                           |                          |                      |                                       |                    |                                   |

## Hintergrund

### Entwicklung
Primal stammt von Genndy Tartakovsky, der zuvor die Hotel Transylvania-Filme (2012–2018) und die Neuauflage seiner Serie Samurai Jack (2017) inszenierte. Die Idee zu der Serie begann in ihm aber bereits etwa 2011, zunächst mehr als Kinderserie über einen Jungen, der auf einem Dinosaurier reitet, die er aber mehrere Jahre liegen ließ. Inspiration zu dieser Beziehung zwischen Mensch und Biest war sein eigener Hund, ein Bernhardiner. Tartakovsky griff die Idee wieder auf und machte sie erwachsener nach dem Erfolg von Samurai Jack, von dem besonders die visuellen Sequenzen ohne Dialoge gelobt wurden, worauf er überlegte, eine ganze Geschichte auf diese Weise zu erzählen und darzustellen. Er erinnerte sich an seine Idee zu Primal und bewarb sie bei Mike Lazzo von Williams Street, dem Produktionsunternehmen von Adult Swim, der bereits für Samurai Jack sein Chef war. Adult Swim bestellte die Serie von Genndy Tartakovsky im Mai 2019. Die Animationen für die Serie werden in Los Angeles sowie in Paris durch Studio La Cachette produziert. Als visuelle Einflüsse nennt Tartakovsky hauptsächlich Science-Fiction-Illustrationen der 70er Jahre von Frank Frazetta, Moebius und die Figur Conan der Cimmerier Tartakovsky arbeitete erneut mit ihm bekannten Personen wie Art Director Scott Wills und Komponisten Tyler Bates und Joanne Higginbottom der fünften Staffel Samurai Jack.
Nach der zweiten Staffel teilte Tartakovsky mit, dass die Geschichte um die Figuren Fang und Spear abgeschlossen sei, und er die Serie, falls sie verlängert werden sollte, als Anthologieserie mit neuen Figuren weiterführen wolle.

### Ausstrahlung
Die erste Episode wurde im Juli 2019 bei der San Diego Comic-Con International gezeigt. Die erste Hälfte der Staffel erschien auf Adult Swim im Oktober 2019 zunächst an fünf Nächten hintereinander. Die Filmfassung wurde im November und Dezember in Los Angeles und New York im Kino gezeigt und für die Oscarverleihung 2020 in das Rennen als Bester animierter Spielfilm eingereicht, gelangte aber nicht unter die Nominierten.
Die zweite Hälfte der Staffel erschien im Oktober 2020; zuvor wurde die Serie im September um eine zweite Staffel verlängert. Adult Swim zeigte eine Episode der zweiten Hälfte bereits am 1. April 2020 im Rahmen einer Präsentation zur Ankündigung neuer Programme. Die Ausstrahlung der zweiten Staffel fand vom 21. Juli bis zum 15. September 2022 statt. In Deutschland begann sie am 24. August 2022.
Die Verlängerung um eine dritte Staffel erfolgte im Juni 2023.

## Auszeichnungen
- Creative Arts Primetime Emmys 2020: Herausragende Leistung in Animation – Auszeichnung an Genndy Tartakovsky (Storyboard Artist für Speer und Reißzahn), Scott Wills (Art Director für Speer und Reißzahn), Stephen DeStefano (Character Designer für Ein eiskalter Tod)
- Annie Awards 2021:
  - Beste animierte Fernsehproduktion – Auszeichnung
  - Herausragende Leistung für Regie in einer animierten Fernsehproduktion – Auszeichnung an Genndy Tartakovsky (für Vom Wahnsinn heimgesucht)
- Creative Arts Primetime Emmys 2021:
  - Herausragende Leistung in Animation – Auszeichnung an David Krentz (Storyboard Artist für Vom Wahnsinn heimgesucht)
  - Herausragende Animationsserie – Auszeichnung
- Saturn Awards 2021: Beste Animationsserie – Nominierung
- Annie Awards 2023: Herausragende Leistung für Produktionsdesign in einer animierten Fernsehproduktion – Nominierung für Scott Wills (für Echo der Ewigkeit)
- Creative Arts Primetime Emmys 2023: Herausragende Animationsserie – Nominierung